# Gobierno Voigt
El Gobierno de Mario Voigt ejerce el poder ejecutivo de Turingia, a partir del 12 de diciembre de 2024. Encabezado por el político Mario Voigt, el gobierno está integrado por los partidos políticos Unión Demócrata Cristiana de Alemania (CDU), Alianza Sahra Wagenknecht-Por la Razón y la Justicia (BSW) y Partido Socialdemócrata de Alemania (SPD).

## Mandato
Este gobierno está dirigido por el ministro presidente democristiano Mario Voigt. Está formado y apoyado por una coalición entre la Unión Demócrata Cristiana de Alemania (CDU), la Alianza Sahra Wagenknecht-Por la Razón y la Justicia (BSW) y el Partido Socialdemócrata de Alemania (SPD). Juntos tienen 44 diputados de 88 de los escaños en el Parlamento Regional Turingio.
Por lo tanto, sucede al Segundo Gobierno Ramelow, formado por La Izquierda, el SPD y la B'90/Grüne.

## Gabinete ministerial
Unión Demócrata Cristiana de Alemania     Alianza Sahra Wagenknecht-Por la Razón y la Justicia     Partido Socialdemócrata de Alemania

### Ministro Presidente de Turingia
| Fotografía | Ministro presidente | Período                 | Período     | Partido | Partido |
| Fotografía | Ministro presidente | Inicio                  | Fin         | Partido | Partido |
| ---------- | ------------------- | ----------------------- | ----------- | ------- | ------- |
|            | Mario Voigt         | 12 de diciembre de 2024 | En el cargo |         |         |

### Viceministros presidentes de Turingia
| Fotografía | Vice primer ministro | Período                 | Período     | Partido | Partido |
| Fotografía | Vice primer ministro | Inicio                  | Fin         | Partido | Partido |
| ---------- | -------------------- | ----------------------- | ----------- | ------- | ------- |
|            | Katja Wolf           | 12 de diciembre de 2024 | En el cargo |         |         |
|            | Georg Maier          | 12 de diciembre de 2024 | En el cargo |         |         |

### Ministros
| Ministerio                                                            | Fotografía | Titular            | Período                 | Período     | Partido | Partido |
| Ministerio                                                            | Fotografía | Titular            | Inicio                  | Fin         | Partido | Partido |
| --------------------------------------------------------------------- | ---------- | ------------------ | ----------------------- | ----------- | ------- | ------- |
| Asuntos Federales y Europeos, Deportes y Voluntariado                 |            | Stefan Gruhner     | 12 de diciembre de 2024 | En el cargo |         |         |
| Asuntos Sociales, Sanidad, Trabajo y Familia                          |            | Katharina Schenk   | 12 de diciembre de 2024 | En el cargo |         |         |
| Digitalización e Infraestructura                                      |            | Steffen Schütz     | 12 de diciembre de 2024 | En el cargo |         |         |
| Economía, Agricultura y Medio Rural                                   |            | Colette Boos-John  | 12 de diciembre de 2024 | En el cargo |         |         |
| Educación, Ciencia y Cultura                                          |            | Christian Tischner | 12 de diciembre de 2024 | En el cargo |         |         |
| Finanzas                                                              |            | Katja Wolf         | 12 de diciembre de 2024 | En el cargo |         |         |
| Interior, Asuntos Municipales y Desarrollo Regional                   |            | Georg Maier        | 12 de diciembre de 2024 | En el cargo |         |         |
| Justicia, Migraciones y Protección del Consumidor                     |            | Beate Meißner      | 12 de diciembre de 2024 | En el cargo |         |         |
| Medio Ambiente, Energía, Conservación de la Naturaleza y Silvicultura |            | Tilo Kummer        | 12 de diciembre de 2024 | En el cargo |         |         |